# Василь Альбічук
Альбічу́к Василь (31 липня 1909, Дубровиця Мала Люблінського воєводства, Польща — 22 липня 1995, там само) — польсько-український народний митець-художник і поет.

## Біографія

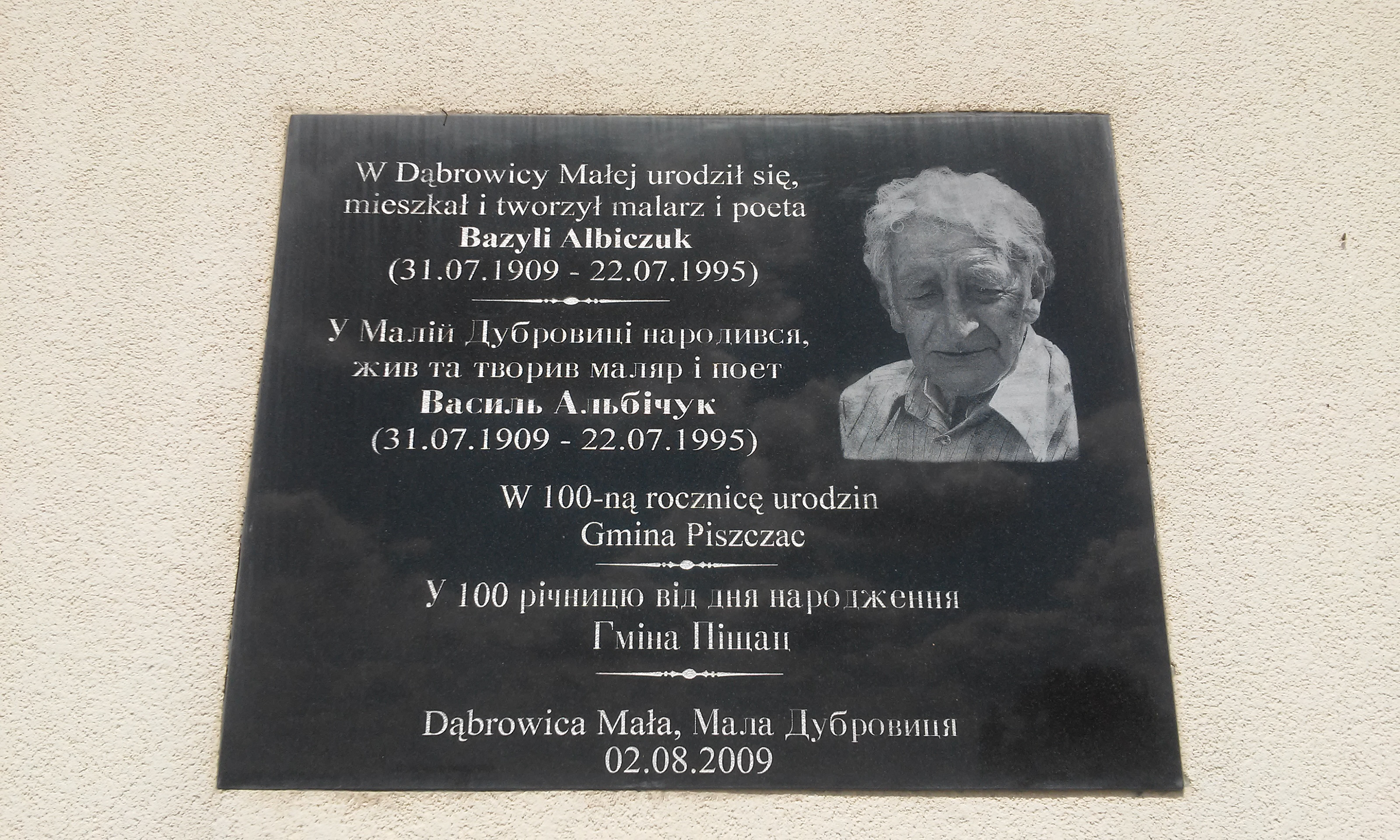
Пам'ятна дошка Василю Альбічуку

Народився 31 липня 1909 року в Дубровиці Малій на Південному Підляшші. Майже все своє життя провів самітно в рідному селі, де закінчив 4 класи початкової школи (1920—1924). Малювати вчився самотужки, працюючи на колгоспній пасіці в Україні, куди закинула його доля під час 2-ї світової війни. Майже рік навчався у Київському художньо-промисловому училищі, а повернувшись у рідне село, працював на відновленні костелів (1951—1959). Реставраційні роботи не вдовольняли його, тому зосередився на творчості «за своїм задумом». При своїй садибі створив «диво-город», де росли найрізноманітніші квіти, що служили йому «моделями» до малювання. Свої враження і переживання висловлював також у поетичній формі. Вірші, писані переважно українською мовою, залишилися в рукописах.

## Художня творчість
- різьба на дереві:
  - статуетки птахів і звірів (1921—1924);
  - шахи;
  - автопортрет (1949—1951);
- рисунки олівцем:
  - картини з життя села (1925);
  - людське обличчя (1927);
  - портрети (1936—1939);
- акварелі:
  - сільська природа (1940, 1948—1950).

Його картини експонувалися на виставках у Польщі і за кордоном. Нині зберігаються в багатьох музеях, найбільша колекція у Музеї Південного Підляшшя (Muzeum Południowego Podlasia) в Білій Підляській.

## Твори
- Цикл «Сади» (1965—1968);
- «Стадо коней на пасовиську» (1975);
- «Серпень» (1976);
- «Над берегами лісового озерця в червні» (1982);
- «Осінь на селі» (1986);
- «Мій світ у червні» (1990).